# 王晉 (嘉慶進士)
王晋，字锡蕃，山西黎城县人，清朝政治人物、進士出身，王子庄孙。
嘉慶十四年（1809年），登己巳恩科进士，授山西泽州府教授。